# Per Niklas Christiernin
Per Niklas Christiernin, född 27 juli 1725 i Västerfärnebo socken, Västmanlands län, död 24 februari 1799 i Över- och Yttergrans socken, Uppsala län, var en svensk filosof och rättslärd. Under perioder var han rektor för Uppsala universitet. Christiernin gjorde betydelsefulla insatser i nationalekonomi, fastän han mest blivit ihågkommen för sin strid mot Daniel Boëthius och kantianismen.

## Biografi
Per Niklas Christiernin blev student vid Uppsala universitet redan 1736, promoverades 1752 till filosofie magister och förordnades fem år därefter till docent i jus publicum romanogermanicum på filosofiska fakulteten. 1763 blev han juris doktor och juris professor 1770, ett år senare utbytte han denna lärostol mot professuren i logik och metafysik. Han var universitetets rektor våren 1780, hösten 1786, och hösten 1795. Slutligen lät han prästviga sig vid femtiotvå års ålder och utnämndes 1787 till kyrkoherde i Över- och Yttergran.
Per Niklas Christiernin föddes i Västerfärnebo, där fadern Nicolaus Petri Christiernin, som då var lektor i Västerås, senare blev kyrkoherde efter sin far Petrus Christierni Christiernin. Modern var Elisabet Slotterman, dotter till regementspastorn Johan Slåtterman. Han gifte sig 1767 med Inga Elisabet von Kiörning.

## Läror och akademisk gärning
Christiernin var anhängare av hattpartiet och dess statsekonomiska grundsatser. Därför råkade han vid utvecklandet av sina finansiella läror i strid med Anders Nordencrantz, en strid som varade i tio år och först efter en skandalös rättegång slutade med Nordencrantz död 1772.
Som filosof bekände han sig obetingat till Lockes filosofi, och kom, i sin iver att försvara denna lära mot Kants kritiska filosofi, in på ett nytt stridsfält, där kampen slutade med hans suspension från rektorämbetet. Hans efterlämnade skrifter utgörs också, utom av disputationerna i ekonomiska och filosofiska ämnen, mest av polemiska skrifter.
Hans största insatser torde dels ha varit att ha infört Lockes filosofi till Sverige, fastän han fortfor att vara wolffian i teologiskt hänseende (människan som symptom på att vara toppen av Guds skapelse). Därmed blev han trots stridigheterna en föregångare till Boëthius och Jacob Fredrik Neikter. Den wolffianistiska världsuppfattningen ledde till en sådan häftig dispyt med astronomen Daniel Melanderhjelm att Gustav III tillrättavisade Christiernin offentligt. De polemiska skrifterna utgörs bland annat av hans kritik mot Immanuel Kant och Boëthius försvar av denne, som han uppfattade som ateism och förledande av ungdomen till de idéer som låg bakom Franska revolutionen.
Christiernin gjorde insatser i nationalekonomin, i vilket han var en föregångsman. I synnerhet penningteorin var ett ämne han utvecklade vid de svenska akademierna, genom att se sambandet mellan penningmängd och prisnivå. Detta föddes ur den politiska debatt som följde av mösspartiets deflationsprogram. I Utdrag af Föreläsningar Angående Den i Swea Rike upstigne Wexel-coursen (1761) framlade han teorin att den rådande inflationen berodde på utlandslån, och var den som först lade fram kvantitetsteorin i Sverige, ofta betraktat som med mer förfining än David Hume, samt att hävda att växelkursen är naturligt självreglerande.